# Radeloos (film)
Radeloos is een Nederlandse speelfilm uit 2008 van Dave Schram naar het scenario van Maria Peters met onder anderen Marius Gottlieb, Marloes van der Wel, Renée Soutendijk, Monic Hendrickx en Victor Löw. Het scenario is gebaseerd op het gelijknamige boek van Carry Slee.
Op 16 oktober 2008 werd Marius Gottlieb overvallen op de set van SpangaS door schrijfster Carry Slee die hem vertelde dat de film 100.000 bezoekers had getrokken.

## Verhaal
Yara (Marloes van der Wel) heeft al een poosje een oogje op Paco (Marius Gottlieb), die bij haar op school zit en als dj plaatjes draait op feesten. Maar Paco heeft al een relatie met Floor (Robin Martens) en ziet Yara niet staan. Yara's moeder wil dat haar dochter model wordt maar eigenlijk wil Yara naar de kunstacademie. Yara wil afvallen om niet te dik te zijn en omdat Paco haar dan misschien leuker vindt. Daarom eet ze weinig, maar ook wekt ze braken op na een maaltijd door een vinger in haar keel te steken. Later gebruikt ze ook een laxeermiddel.
Paco's vader heeft een garagebedrijf waar Paco ook wel in werkt. Paco en zijn vader zijn dol op elkaar. Paco's moeder heeft een vriend, die hij niet uit kan staan.
Floor haalt Paco over om, hoewel hij onder de 18 is en geen rijbewijs heeft, haar op te halen met een auto. Paco doet dat, hij komt in een oud Dafje, maar Floor geneert zich om daarin gezien te worden en weigert in te stappen. Paco's vader is boos, Paco belooft dat hij het niet meer zal doen.
Paco gaat met zijn vader op pad met de auto. De batterij van de mobiele telefoon van zijn vader is leeg, en Paco vindt het niet nodig zijn eigen mobiele telefoon mee te nemen. Paco's vader krijgt op de snelweg een hartaanval, Paco stuurt de auto naar de kant. Hij zou een ambulance willen bellen, maar heeft geen mobiele telefoon, en langskomende auto's stoppen eerst niet. Hij wil zelf rijden, maar doet dat niet wegens zijn belofte aan zijn vader. Daardoor duurt het langer voor er een ambulance komt. Paco's vader sterft, Paco voelt zich schuldig.
Floor maakt het op een lompe manier uit met Paco.
Op school raakt Yara bewusteloos door een overdosis van het laxeermiddel. Paco waarschuwt de docent geschiedenis, Sulders (Kees Hulst), maar die luistert niet. Paco leent daarop zonder vragen zijn auto en brengt Yara naar het ziekenhuis en belt van daar naar school om te zeggen dat Sulders' auto daar staat. Sulders is kwaad en komt met de politie naar het ziekenhuis; de vriend van Paco's moeder komt ook en zegt dat hij de auto geleend heeft, en neemt Paco daarmee in bescherming.
Yara's dokter stelt Paco gerust wat betreft zijn vermeende schuld aan het overlijden van zijn vader.
Floor wordt ontmaskerd als oplichtster. Paco en Yara worden verliefd op elkaar.

## Rolverdeling
| Acteur               | Personage                  | Opmerkingen            |
| -------------------- | -------------------------- | ---------------------- |
| Marius Gottlieb      | Paco Kager                 | hoofdpersoon           |
| Marloes van der Wel  | Yara                       | hoofdpersoon           |
| Robin Martens        | Floor van Rossum           | vriendin, later vijand |
| Roos Smit            | Sterre                     | vriend                 |
| Niels Oosthoek       | Lucas                      | vriend                 |
| Iliass Ojja          | Hafid                      | vriend                 |
| Monic Hendrickx      | moeder Paco                |                        |
| Victor Löw           | vader Paco                 | Kager                  |
| Kees Boot            | Pieter Groen               | stiefvader Paco        |
| Renée Soutendijk     | moeder Yara                |                        |
| Hugo Haenen          | vader Floor                |                        |
| Kees Hulst           | Sjors Sulders              | leraar geschiedenis    |
| Beau Schneider       | Ramon                      |                        |
| Whoopie van Raam     | Chantal                    |                        |
| David-Jan Bronsgeest | Arthur                     |                        |
| Nick Boer            | Tibo                       |                        |
| Kürt Rogiers         | bekende dj                 |                        |
| Krijn ter Braak      | dokter W.H.K. Buis         |                        |
| Maja van den Broecke | manegehouder               |                        |
| Aart Staartjes       | Eduard van Ravestijn       | zwerver                |
| Rosalie van Breemen  | pr-dame modemerk           |                        |
| Pieter van der Sman  | mode-expert                |                        |
| Irene van de Laar    | mode-expert                |                        |
| Marjolein van Haren  | model 1                    |                        |
| Grace van Gilst      | model 2                    |                        |
| Stephan Evenblij     | barkeeper café schuim      |                        |
| Carolien Jilesen     | barkeeper ander café       |                        |
| Leny Breederveld     | struise verpleegster       |                        |
| Liesbeth Groenwold   | verpleegster               |                        |
| Stijn Westenend      | verpleger                  |                        |
| Reinier Noordzij     | agent in ziekenhuis        |                        |
| Olaf Malmberg        | fotograaf fotoshoot in bos |                        |
| Hunter Bussemaker    | assistent fotoshoot in bos |                        |
| Koos van der Knaap   | conciërge St-Michiels      |                        |
| Pim Wessels          | Johan                      |                        |
| Truus te Selle       | oma Yara                   |                        |
| Trudy de Jong        | tante Yara                 |                        |
| Greg Shapiro         | modellencoach              |                        |
| Ali Çifteci          | conciërge                  |                        |
| Guus Dam             | klant garage               |                        |
| Wim Serlie           | kraamhouder                |                        |
| Anna de Vilder       | meisje op toilet           |                        |
| Govert de Roos       | fotograaf strand           |                        |
| John Buijsman        | vrachtwagenchauffeur       |                        |

## Prijzen
- Gouden Film - 100.000 bezoekers - (16 oktober 2008)

## Achtergrond
- Het is de derde film voor Carry Slee. Eerder werden Afblijven (2006) en Timboektoe (2007) uitgebracht.

## Trivia
- De Nederlandse muzikant Don Diablo maakte met het nummer Life is a Festival de titelsong voor de film.
- Voor de audities van deze film werden ongeveer 7000 inschrijvingen ontvangen. 2300 deelnemers mochten op 9 februari 2008 auditie doen in het Hermann Wesselink College te Amstelveen voor de drie hoofdrollen en vier grote bijrollen. Voor de tweede auditieronde die plaatsvond op 23 februari, 1 en 8 maart 2008 werden ongeveer honderd deelnemers uitgekozen. Voor de derde en laatste ronde worden zo'n 20 à 30 deelnemers uitgekozen, deze vond plaats op 15 maart 2008.